# پامچال دندانه‌دار
پامچال دندانه‌دار (نام علمی: Primula denticulata) نام یک گونه از سرده پامچال است.